# Triplophysa cakaensis
Triplophysa cakaensis är en fiskart som beskrevs av Cao och Zhu, 1988. Triplophysa cakaensis ingår i släktet Triplophysa och familjen grönlingsfiskar. Inga underarter finns listade i Catalogue of Life.